# Clarence Clark (tenisista)
Clarence Monroe Clark (ur. 27 sierpnia 1859 w Germantown, zm. 29 czerwca 1937 w Germantown) – amerykański tenisista i działacz sportowy.

## Kariera tenisowa
W 1881 roku Clark był pierwszym zwycięzcą mistrzostw USA (obecne US Open) w grze podwójnej. Grając w parze z Frederickiem Winslowem Taylorem pokonał w finale Arthura Newbolda i Alexandra Van Rensselaera 6:5, 6:4, 6:5.
W 1882 roku Clark dotarł do finału mistrzostw USA w grze pojedynczej, jednak decydujący mecz przegrał 1:6, 4:6, 0:6 z Richardem Searsem.
W 1983 roku pośmiertnie został uhonorowany miejscem w międzynarodowej tenisowej galerii sławy. W 1955 roku znalazł się w tym prestiżowym gronie jego brat Joseph.

### Finały w turniejach wielkoszlemowych

#### Gra pojedyncza (0–1)
| Końcowy wynik | Nr | Data | Turniej                              | Nawierzchnia | Przeciwnik    | Wynik finału  |
| ------------- | -- | ---- | ------------------------------------ | ------------ | ------------- | ------------- |
| Finalista     | 1. | 1882 | U.S. National Championships, Newport | Trawiasta    | Richard Sears | 1:6, 4:6, 0:6 |

#### Gra podwójna (1–0)
| Końcowy wynik | Nr | Data | Turniej                              | Nawierzchnia | Partner                  | Przeciwnicy                             | Wynik finału  |
| ------------- | -- | ---- | ------------------------------------ | ------------ | ------------------------ | --------------------------------------- | ------------- |
| Zwycięzca     | 1. | 1881 | U.S. National Championships, Newport | Trawiasta    | Frederick Winslow Taylor | Arthur Newbold Alexander Van Rensselaer | 6:5, 6:4, 6:5 |